# Долина Кавар
Кавар (фр. Kaouar) — оаза 
Долина Кавар ( фр.  Kaouar ) - оаза на північному сході Нігеру. Являє собою обривисту місцевість. Найвища точка місцевості (576 м) - Пік Зумрі. Кавар оточена пустелею Тенере. Розташована на півдні департаменту Більма регіону Агадес.

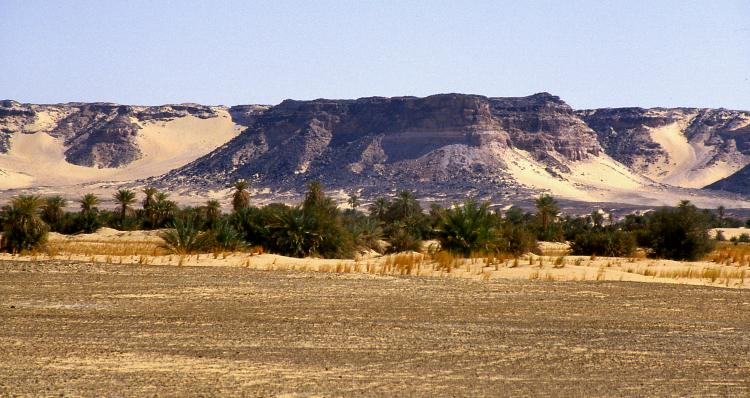
Долина Кавар в районі міста Більма

У долині Кавару розташовані десять оаз, в найбільших з них, Більма, Дірку, Анеє і Сегедин, знаходяться населені пункти. Завдяки присутності джерел води, оази Кавара завжди були важливою зупинкою на торгівельному маршруті через Сахару, як в давнину, так і зараз. У Середньовіччі вони були головним місцем виробництва фініків і солі, з цієї причини місцевість була під пильним поглядом кочівників, туарегів і королівства Канемо-Борно.
Є кілька озер: Аяма, Ельке-Гернама, Барара і Калу..
Більшість населення Кавару складають тубу. Тубу вибирають султана Кавару - свого традиційного правителя, резиденція якого знаходиться в Анеє.